# Jan Kaila

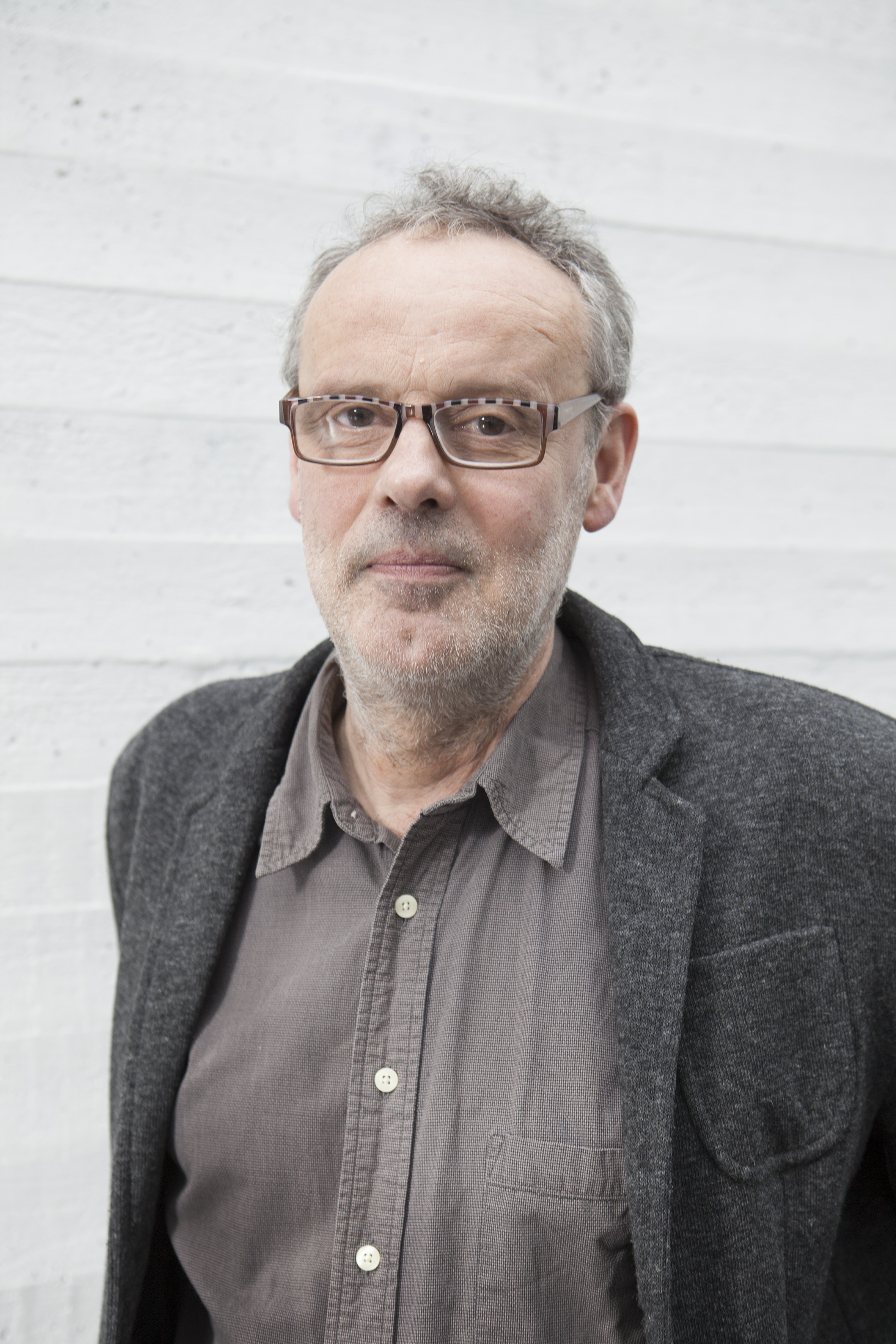
Jan Kaila.

Jan Kaila, född 1 juli 1957 i Jomala, är en finländsk foto- och bildkonstnär.
Kaila har blivit känd främst som fotokonstnär med motiv i vilka människan och livet står i centrum. Han har som bildkonstnär även framträtt med stora installationer. Sedan 1985 har han med sin kamera följt en äldre mans, Elis Sinistös, liv i en originell svit av uttrycksfulla bilder. År 1997 presenterade han en serie porträtt av nyfödda barn. I sin doktorandutställning, Objektets mysterium 2000, där bland annat de nämnda porträttserierna återkom, ställde han frågor om fotots relation till verkliga föremål, video och skrivna texter. Han blev konstdoktor 2002 och tilldelades Pro Finlandia-medaljen 2008. 